# Sully and Lavernock
Sully and Lavernock är en community i Storbritannien. Den ligger i kommunen Vale of Glamorgan och riksdelen Wales, i den södra delen av landet, 210 km väster om huvudstaden London.
Den största byn är Sully i den västra delen av communityn. I öster finns den mindre byn Lavernock.